# Siemion Kulikow
Siemion Kulikow (ros. Семён Куликов, ur. 8 lipca 1891 w Petersburgu) – rosyjski gimnastyk, olimpijczyk.
Uczestniczył w rywalizacji na V Igrzyskach olimpijskich rozgrywanych w Sztokholmie w 1912 roku. Startował tam w jednej konkurencji gimnastycznej – w wieloboju indywidualnym. W łącznej klasyfikacji zajął trzecie wśród zawodników rosyjskich, czterdzieste pierwsze miejsce, zdobywając 79,5 punktu.